# 증례 시리즈
증례 시리즈(case series, clinical series) 또는 사례 시리즈는 유사한 치료를 받은 환자와 같이 노출이 알려진 대상을 추적하거나, 노출 및 결과에 대한 의료 기록을 조사하는 의학 연구의 한 유형이다. 사례 시리즈는 일정 기간 동안 보고 작성자에게 제시된 모든 사례가 포함되었는지 아니면 선택 사항만 포함되었는지에 따라 연속적이거나 비연속적일 수 있다. 3명 이상의 환자에 대한 정보가 포함된 경우 사례 시리즈는 일반화 가능한 지식(예: 연구)에 기여하기 위해 고안된 체계적인 조사로 간주되므로 기관 검토 위원회(IRB)에 제출해야 한다. 사례 시리즈에는 일반적으로 연령, 성별, 인종 등 환자에 대한 인구통계학적 정보가 포함된다.
증례 보고는 환자 한 명에 대한 보고서라면, 증례 시리즈는 여러명의 환자에 대한 보고서이다.

## 같이 보기
- 증례 보고
- 증례 제시
- 고찰 논문